# Norges Nationalsocialistiske Bevægelse
Norges Nationalsocialistiske Bevægelse, også kendt som NNSB, er en norsk nynazistisk gruppe med omkring halvtreds medlemmer, ledet af Erik Rune Hansen og baseret i Eidsvoll. Gruppen benægter holocaust. Mange af medlemmerne blev angiveligt aktive nazister under 2. verdenskrig, eller havde været involveret i Norges frontorganisation. Gruppen er også forbundet med den internationale højreorienterede gruppe kendt som Blood & Honour. Gruppen deltager i mindehøjtideligheder for Rudolf Hess og går marcher i Danmark og Sverige.
Den 9. april 1999 afholdte gruppen en mindehøjtidelighed på den tyske krigskirkegård i Oslo, til minde om faldne tyske soldater.
NNSB plejede at være kendt som Zorn 88 ('8 'står for det ottende bogstav i alfabetet 'H', og '88 'til' Heil Hitler').
| Forening eller organisation | Spire Denne artikel om en forening eller organisation er en spire som bør udbygges. Du er velkommen til at hjælpe Wikipedia ved at udvide den. |